# Alejandra Eme Vázquez
Alejandra Eme Vázquez (Ciudad de México, 1980) es una investigadora del cuidado y escritora mexicana. Ganadora del premio Dolores Castro de ensayo en 2018.

## Biografía
Estudió lengua y literatura. Es encargada del Laboratorio de Escrituras Vivas, imparte talleres de escritura con enfoque de cuidados. 
Fundadora del proyecto Pensar lo doméstico, un espacio de lectura y escritura sobre los cuidados y el espacio doméstico. 
En 2019 escribió Su cuerpo dejarán editado por El Periódico de las Señoras, Kaja Negra y Enjambre Literario.
Es editora y coautora del proyecto de escritura colectiva Lucrecias en coordinación con la compañía teatral estable de la Universidad Veracruzana y con la participación de: Alejandra Arévalo, Gabriela Damián, Diana Del Ángel, Brenda Navarro y Yeni Rueda. El libro se publicó en 2021 bajo el sello de Una Habitación Para Nosotras y Sputnik Libros.
Forma parte del comité organizador del Encuentro de Escritoras y Cuidados.
En 2021 y 2022 publica el ensayo por entregas autogestivo Sensacional de Escrituras.

### Su cuerpo dejarán
En entrevista con el periódico La Jornada, Alejandra comenta que el libro fue posible gracias a la iniciativa Pensar lo doméstico, que comenzó como círculo de lectura en la Biblioteca Vasconcelos
Ahí vimos que la escritura de mujeres suele tener componentes sobre cuidados y dinámicas familiares de lo privado, del trabajo del hogar, etcétera.
En esta obra habla sobre las actividades relacionadas con los cuidados, un tema muy importante dentro de la agenda feminista ya que las mismas son atribuidas a las mujeres. Durante doce capítulos hablando de su abuela materna, explica, sin romantizar, las dinámicas sobre qué es cuidar y dejarse cuidar.